# Znaki na cesti
Znaki na cesti (poljsko Znaki na drodze) je poljski dramski film iz leta 1970, ki ga je režiral Andrzej Piotrowski in zanj napisal scenarij skupaj z Andrzejem Twerdochlibom. V glavnih vlogah nastopajo Tadeusz Janczar, Leon Niemczyk in Leszek Drogosz. Zgodba prikazuje Michala (Janczar), ki se po prestani zaporni kazni odloči za pošteno življenje in se zaposli v transportn bazi, kjer se edini zoperstavi zlorabam in krajam.
Film je bil premierno predvajan 2. junija 1970 v poljskih kinematografih. Na Mednarodnem filmskem festivalu Locarno je osvojil glavno nagrado zlati leopard za najboljši film, ki si jo je delil s še štirimi filmi.

## Vloge
- Tadeusz Janczar kot Michal Biel
- Galina Polskikh kot Jadwiga
- Leon Niemczyk kot Paslawski
- Leszek Drogosz kot Stefan Jaksonek
- Bolesław Abart kot voznik Sosin
- Arkadiusz Bazak kot Marian
- Ewa Ciepiela kot Helena
- Janusz Kłosiński kot mehanik Franciszek Wasko
- Ryszard Kotys kot mehanik Bulaga
- Zygmunt Malanowicz kot poročnik
- Jan Peszek kot voznik Bakalarzewicz
- Jerzy Block kot Porter Kurek